# 苦木苦味素
苦木苦味素或苦木素（Quassinoids）是苦木科東革阿里屬 植物萃取物降解的三萜內酯（類似於檸檬苦素），分為C-18，C-19，C-20，C-22和C-25類型。 該類型首次於19世紀 Quassia 屬中的一員 quassin 被發現和記錄，並由此作為命名。並於1937年被單獨從植物萃取物中分離出來,而後在1961年對其進行分析和紀錄其特性。
此三萜內酯類為具有生物活性的天然產物，具有顯著的抗癌,抗發炎,和抑制瘧疾的功效，重而引起了藥學界的廣泛關注。分別在1982年和1983年對 quassinoid bruceantin 其論證兩項各自獨立的II期臨床試驗，雖然上世紀80年代被認為對細胞有毒性,但進入21世紀後開始有藥學專家開始對 Quassinoids 其進行先導藥物開發研究工作.闡明其具有優秀的藥用製備潛力,並於2020年開展研究導入類標靶式方法,嘗試開發針對特定病毒,防止病毒其本身蛋白質轉錄(從DNA模板合成RNA的現象)的抑制劑。